# 第八世班禪額爾德尼
敦丹汪曲（藏語：བསྟན་པའི་དབང་ཕྱུག་，威利转写：Bstan-pa'i Dbang-phyug，藏语拼音：Dainbai Wangqug；1854年—1882年），第八世班禅喇嘛。後藏托甲竹仓人，1854年出生，1856年坐床，1882年逝世，得年29岁。 
父亲月增旺嘉，1856年在拉萨大昭寺佛前金瓶掣签，认定为第七世班禪額爾德尼的转世灵童，被迎入样领格桑颇章宫，承热振多吉匡呼图克图剃度，赐法名罗桑班登曲吉扎巴敦丹汪曲巴桑布。次年，回到扎什伦布寺执掌法台。1860年，阿其呼图克图阿旺益西楚臣授沙弥戒，学经听法。1867年，专攻闻思修三途，深解显密，通晓医学。1868年至1873年，为蒙藏青各地高僧传药师七佛、天行母等显密诸法仪轨、滋顶、修持等。1875年受具足戒。1876年，为三千余僧众摩顶求福。1878年，为第十三世达赖喇嘛剃度，赐名。他亲撰戒律，整饬寺规。1882年，涅槃后灵骨供奉于扎什伦布寺。著有《诗镜三章例喻》、《扎什伦布章程》。